# Adoretus gandolphei
Adoretus gandolphei är en skalbaggsart som beskrevs av Guérin-Méneville 1859. Adoretus gandolphei ingår i släktet Adoretus och familjen Rutelidae. Inga underarter finns listade i Catalogue of Life.